# Heinrich Teller
Heinrich Teller (* 23. Juli 1910 in Niedersalzbrunn, Landkreis Waldenburg, Provinz Schlesien; † 6. März 2008 in Berlin) war ein deutscher Dermatologe.

## Leben
Teller stammte aus einer schlesischen Pastorenfamilie. Nach dem Abitur 1930 in Waldenburg studierte er Medizin an der Universität Breslau. Während des Studiums wurde er 1931 Mitglied im dortigen Corps Silesia. Nach weiterem Studium an den Universitäten in Rostock und Kiel legte er 1935 sein medizinisches Staatsexamen ab und wurde Militärarzt.
Nach dem Zweiten Weltkrieg wurde er Facharzt für Hautkrankheiten und Leiter des Städtischen Krankenhauses in Berlin-Britz. 1952 habilitierte er sich. An der Freien Universität Berlin war er als außerplanmäßiger Professor in der Lehre tätig.

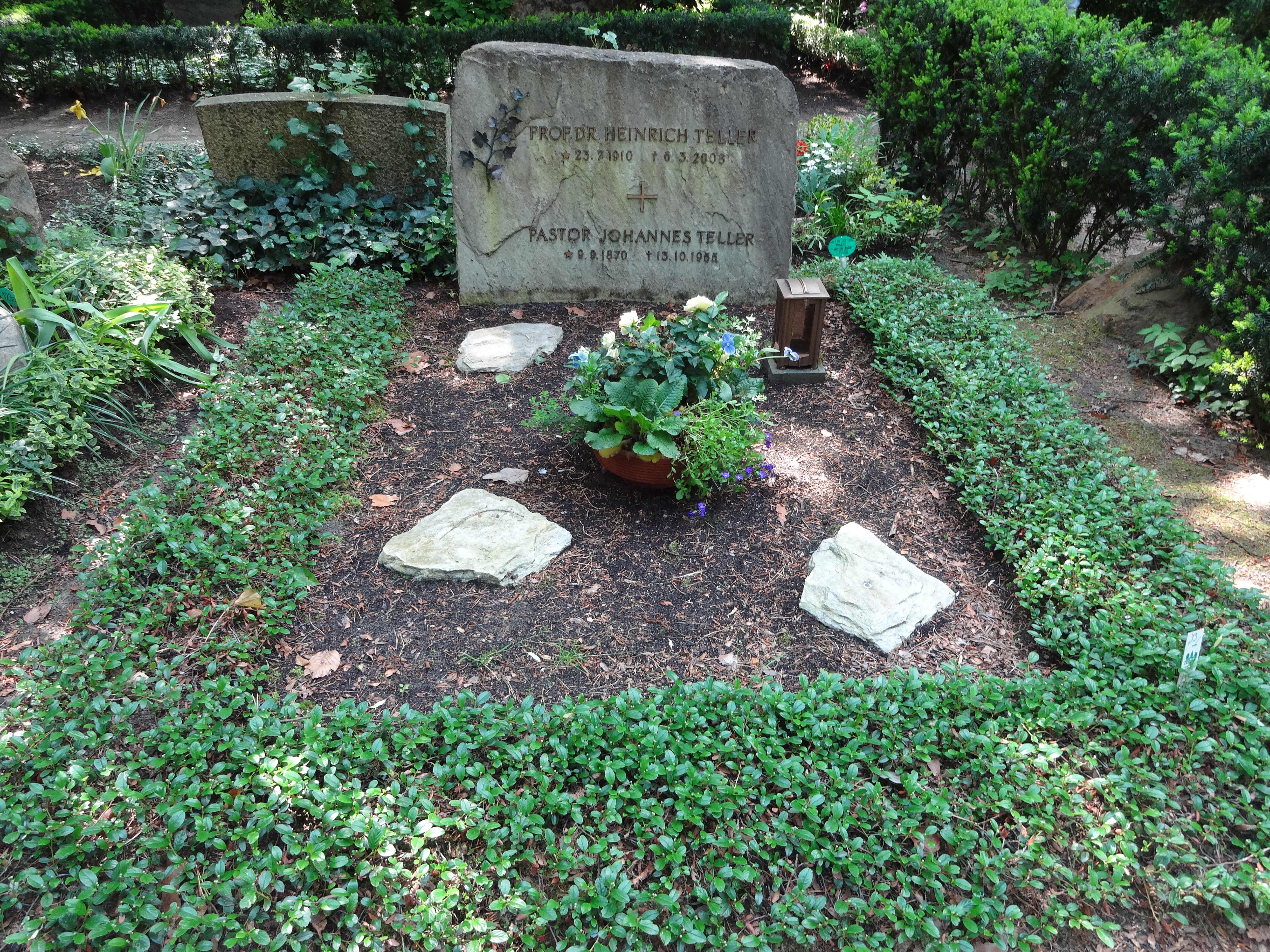
Grab von Heinrich Teller auf dem Friedhof Heerstraße in Berlin-Westend

Ihm zu Ehren wurde die jährlich stattfindende Heinrich-Teller-Vorlesung ins Leben gerufen. 
Heinrich Teller starb am 6. März 2008 im Alter von 97 Jahren in einem Seniorenheim am Berliner Lietzensee. Sein Grab befindet sich auf dem landeseigenen Friedhof Heerstraße in Berlin-Westend.

## Werke
- Worauf beruht das Versagen der Salvarsan/Wismut-Behandlung der Frühsyphilis?; Habilitation Berlin 1952
- Als Sanitätsoffizier im Kampf um Berlin, in: Wehrmedizinische Monatsschrift, 1995, S. 34 ff.